# Samu István (orvos)
Samu István (Jánosi, 1923. november 3. – Budapest, 2019. március 14.) magyar orvos, ideg- és elmegyógyász.

## Életútja
1949-ben a Debreceni Orvostudományi Egyetemen szerzett diplomát. 1949 és 1957 között a DOTE Ideg- és Elmegyógyászati Klinikáján, 1957 és 1974 között a balassagyarmati, 1974 és 1976 között a berettyóújfalui kórházban, 1976 és 1983 között a salgótarjáni ideg- és elmegondozóban dolgozott. 1973-ban tárgyalt a túszejtőkkel a balassagyarmati túszdrámában. 1984-ben nyugdíjba vonult. 1992-től hajléktalanokkal foglalkozott, a Fővárosi Szociális Központ igazgatóhelyettese volt. 1990-ben és 1998-ban az SZDSZ országgyűlési képviselőjelöltje volt.
"Kiváló pszichiáter és neurológus volt.
Ő volt az, aki 1973-ban a balassagyarmati túszdráma idején a fegyveres fiatalok által fogvatartott kollégista lányok állapotát felmérni bement hozzájuk többször is.
Ő volt, aki Budapesten 1991-ben elsőként megszervezte a hajléktalanok egészségügyi ellátását. Hosszú munkássága alatt mindig csak a beteg ember szempontja volt az elsődleges." (Lengyel Katalintól)

## Díjai, elismerései
- Szontágh Pál-díj (1992)
- Budapestért Díj (1994)
- Oláh Gusztáv-emlékérem (1998)